# Management équitable
Le Management équitable recouvre un certain nombre de pratiques de management fondées sur le principe d’un juste équilibre entre la performance économique et/ou opérationnelle de l’entreprise et l’épanouissement personnel au travail.
Il place la personne humaine au cœur des préoccupations de l’entreprise en proposant un traitement équitable, respectueux des droits de chacun et porteur de bien-être social.
Il crée l’ensemble des conditions managériales propres à développer en chaque individu un engagement personnel envers son entreprise, source de performance durable pour la collectivité.
Une Charte du Management Équitable présente 16 principes à mettre en œuvre pour faire vivre ces pratiques de management.

## Contexte, enjeux, objectifs
La crise économique et financière a mis en lumière la nécessité de faire évoluer les pratiques managériales dans les entreprises.
Le Management équitable consiste à mettre en place et entretenir au sein de l’entreprise :
- des ambitions et valeurs à dimension humaine, environnementale et sociétale fortes ;
- une organisation claire, adaptée, cohérente et évolutive ;
- un management propre à développer les énergies et les talents ;
- des relations interpersonnelles fondées sur le respect mutuel et la reconnaissance ;
- une gestion proactive et performante du changement ;
- un comportement éthique et civique.

Il vise à développer, à tous les niveaux de l’entreprise, l’intelligence collective permettant de faire face aux enjeux et de réconcilier l’économique et l’humain.

## Les grands principes
Un ensemble de pratiques conciliant performance économique et bien-être social constituent les fondements du Management Equitable.
Dans cette démarche, l’entreprise s’engage à :
- Considérer l’épanouissement humain comme une source de performance et non comme un bénéfice collatéral.
- Impulser une dynamique collective, ambitieuse sur le long terme et porteuse de sens à travers un Projet commun.
- Intégrer le changement comme contexte permanent.

Au niveau du management, il implique de :
- Préférer l’intelligence collective à l’obéissance passive.
- S’appuyer avec courage sur des valeurs et une éthique.
- Savoir écouter les collaborateurs et répondre aux attentes légitimes.
- Mettre en place une relation hiérarchique porteuse de respect, de confiance et de motivation.

Pour chaque collaborateur, quel que soit son niveau hiérarchique, l’attente est de :
- Comprendre où va l’entreprise.
- Comprendre quel est son rôle dans l’entreprise.
- Comprendre à quoi il contribue dans son équipe.
- Comprendre en quoi il contribue à la performance de son équipe, de son entité, de son entreprise.

## La charte du Management équitable
Élaborée par des dirigeants d'entreprise et d'administration, la Charte du Management équitable se décline en 16 points regroupés sous quatre grandes têtes de chapitre.

### L'entreprise ambitieuse et exemplaire
Les ambitions de l’entreprise, ses projets, son organisation et son fonctionnement témoignent d'un engagement sur des valeurs humaines, environnementales et sociétales qui font l’objet de communications régulières appropriées et sont intégrées à tous les niveaux.

### L'humain au centre du management
Concertation, dialogue et délégation sont les piliers d’un mode de management dans lequel la progression des compétences et les évolutions de carrière intègrent les projets personnels, et les relations interpersonnelles sont fondées sur le respect mutuel et la reconnaissance. Il faut affirmer l'importance de la prise en compte de la « dimension humaine de l'entreprise », comme avec le Management Participatif.

### Des managers responsables et impliqués
Une gestion transparente et juste des rémunérations, un management prévisionnel des effectifs pérenne, l'intégration de toutes les diversités et une démarche proactive de prévention des risques de santé, sécurité et environnement sont au cœur des préoccupations des managers.

### L'entreprise éthique et civique
La prise en compte des impératifs d'éthique, de développement durable et de responsabilité sociétale de l’entreprise, conjuguée au souci de qualité des produits et services est source de relations harmonieuses avec les fournisseurs et partenaires de l’entreprise.

## Formations au Management équitable
Il existe un certain nombre de formations qui permettent aux managers opérationnels, cadres d’entreprises privées ou d’organisations publiques de se familiariser avec les pratiques du Management équitable.
- Amener chaque manager à fonder son management sur une relation positive et équilibrée.
- Développer la performance contributive des équipes.
- Élever la capacité des managers à renforcer la qualité des comportements.
- Assurer durablement la cohésion de l’équipe et la crédibilité du management.
- Organiser la délégation, concilier exigence et assistance.
- Créer avec le collaborateur un véritable contrat de progression partagé.

### Pour un Management plus humain
Le Management équitable offre à des Managers les outils et le cadre d’élaboration et de réflexion d’une pratique s'appuyant sur l’engagement et la responsabilité.
Il se fonde sur la capacité à construire des méthodes de management qui recherchent les ressources individuelles et collectives et les soutiens professionnels. Il favorise la délégation comme outil de partage et de reconnaissance réciproque des compétences. Il explore des problématiques engageant des solutions responsables, efficaces et protectrices de l’organisation, de ses missions, des usagers, des clients et des collaborateurs. Il pose une réflexion éthique sur l’exercice du pouvoir et la prise de décision. Il se soutient de la légitimité fondée sur la compétence, l’expérience et la confrontation à la responsabilité.
Le Management équitable s’appuie sur les notions fondamentales de l’éthique de la relation et notamment sur la place de l'échange dans les pratiques et les dispositifs hiérarchiques.

### Application au Management des projets
Les principes du Management équitable s'appliquent parfaitement au Management de projet pour mettre en place une ambiance saine et porteuse de sens.
En découlent des pratiques à déployer dans l'organisation :
- Expliquer en quoi chaque décision projet se positionne en toute transparence en regard du contexte et des critères de Gouvernance ;
- Pour les responsables du projet à tous les niveaux être exemplaires en toute circonstance en veillant par exemple à bien impliquer toutes les parties prenantes concernées dans les décisions ;
- Multiplier les opportunités de reconnaissance pour redonner le plaisir de travailler y compris dans les situations de crise ;
- Développer des rencontres de terrain informelles propices à l'échange, mais aussi créer des temps d'échanges formels autour des évolutions majeurs du projet ;
- Mettre en place un pilotage optimal centré sur les fondamentaux du projet, valorisant les efforts, transparent vis-à-vis de tous dans son reporting.

## Label Management Équitable
La Charte du Management Équitable dorsale d'une culture de management d'organisation constitue le socle d'une démarche de labellisation. Le référentiel du label est construit autour des 16 points de la Charte, décrit dans un cahier des charges, un outil d’autoévaluation et un processus de labellisation. Ces outils permettent aux organisations de mesurer leur niveau de maturité par rapport aux principes et bonnes pratiques de la charte. Le Label donne un niveau d'avancement dans la mise en œuvre de ces bonnes pratiques de management, de l'Initial au niveau dit Équitable.